# Groupe de chasse Alsace
Ne doit pas être confondu avec Escadron de chasse 1/30 Alsace.
Le groupe de chasse Alsace est une unité de combat et d'appui aérien mis en place par les forces aériennes françaises libres, en collaboration avec la Royal Air Force, pendant la Seconde Guerre mondiale. Il se distingue en Méditerranée et au Moyen-Orient avant de terminer la guerre sur le front de l'ouest puis d'être intégré à l'armée de l'air française.

## Historique

### Création
Depuis mars 1941, l'escadrille française de chasse no 1 (EFC1) s'illustre au sein de la Royal Air Force. Arrivé à la tête des forces aériennes françaises libres en juillet 1941, le colonel Martial Valin procède à une réorganisation et un renforcement de celles-ci. L'EFC1 est alors dissoute et ses effectifs sont affectés à une nouvelle unité plus importante qui voit le jour au début du mois de septembre 1941 dans la plaine de la Bekaa. Nommée groupe de chasse Alsace, cette unité commandée par Jean Tulasne est composée de deux escadrilles : l'escadrille « Strasbourg », composée des anciens éléments de l'EFC1 et reprenant le même chef en la personne de James Denis, et l'escadrille « Mulhouse » commandée par Albert Littolff. De nombreux mécaniciens et pilotes arrivent d'Égypte et d'Angleterre pour renforcer le groupe qui s'entraîne alors sur des appareils récupéré tant bien que mal sur diverses bases françaises et britanniques (Morane-Saulnier 406, Dewoitine D.520, Potez 25, Potez 29, Curtiss P-36 Hawk).

### Afrique et Méditerranée
Les pilotes effectuent alors des missions de défense au-dessus de la Palestine mandataire. Au début de l'année 1942, le groupe est équipé de Hurricanes et monte en puissance. Il s'illustre lors de la bataille de Bir Hakeim puis de la défense d'Alexandrie. En septembre 1942, il est décidé que le groupe de chasse Alsace sera envoyé en Grande-Bretagne pour servir sur le front de l'Ouest.

### Front de l'Ouest

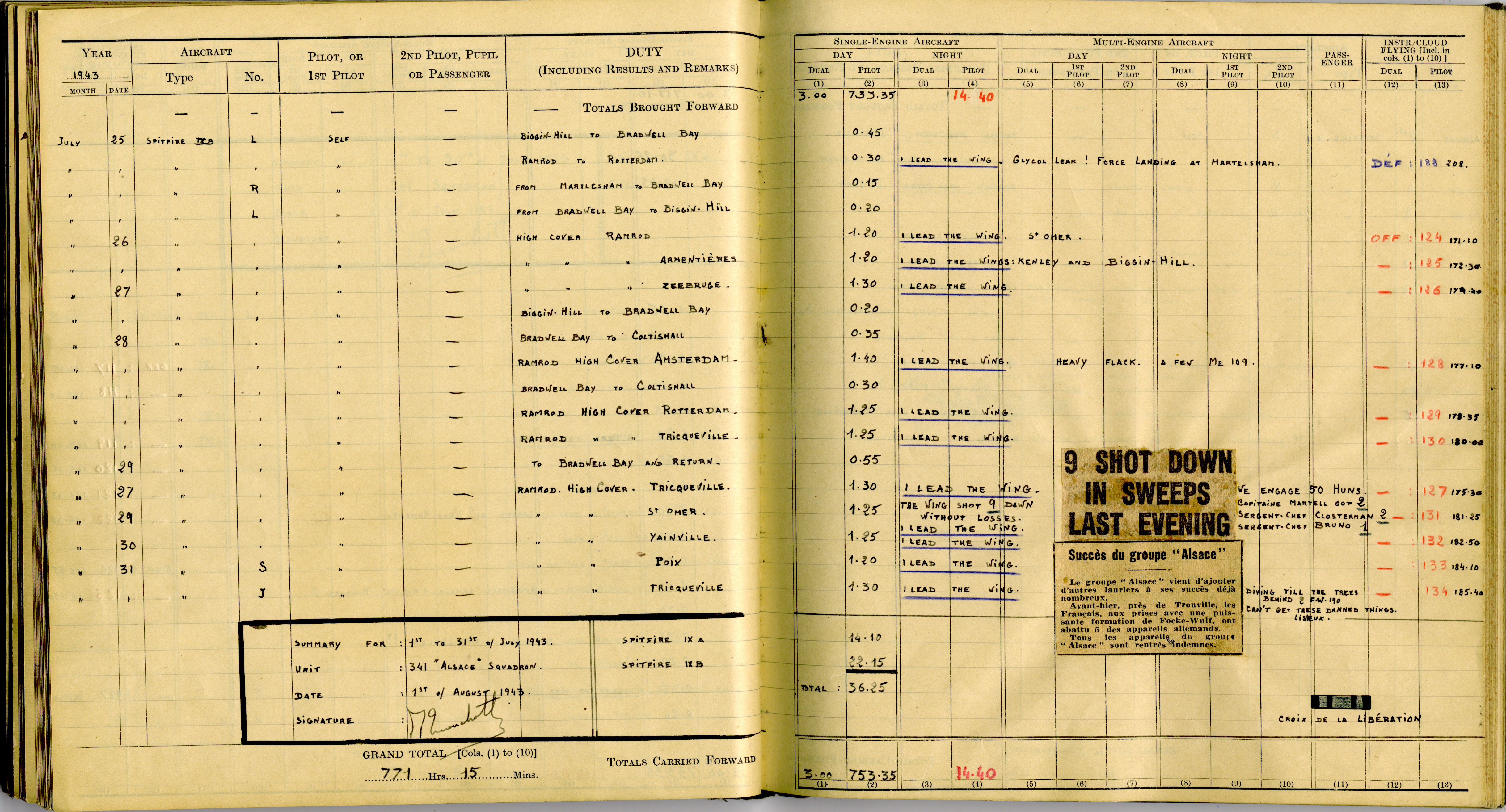
Journal de Bord de René Mouchotte juillet 1943, marquant les victoires du squadron ainsi que la remise de la croix de la Libération à l'unité.

À la fin du mois de janvier 1943, sur la base de Turnhouse à Édimbourg en Écosse, le groupe Alsace (no 341 Free French Squadron pour la Royal Air Force) est reformé par le commandant René Mouchotte et suit une période d'entraînement avant d'être déplacé le 18 mars à Biggin Hill. Au début du mois d'avril, les missions sur la France débutent. Les pilotes sont chargés d'escorter les bombardiers alliés et se trouvent confrontés aux chasseurs allemands. Les combats sont intenses et en six mois, le groupe perd six pilotes dont son chef, le commandant René Mouchotte. L'unité est cependant créditée de 26 victoires homologuées. Envoyé au repos à Perranporth en Cornouailles, le groupe de chasse Alsace forme, avec le groupe de chasse Île-de-France et l'escadrille des Cigognes, une escadre de chasse et réalise des missions de protection de convois maritimes et de reconnaissance au-dessus de la Bretagne. En avril 1944, il est déplacé sur la base de Manston. Le 6 juin, le groupe Alsace est en soutien des troupes au sol lors du débarquement de Normandie puis durant toute la bataille de Normandie effectue des missions de destruction sur les positions de la Flak et sur les bases de lancement de V1. Le 12 juin, les pilotes atterrissent pour la première fois sur le sol français et s'installent à proximité de Bayeux avant de changer de base plusieurs fois au gré de l'avance alliée. Le 26 août 1944 le commandant Jacques-Henri Schloesing, alors à la tête du groupe, est abattu en vol et remplacé par Jacques Andrieux. Les pilotes opèrent au-dessus de Dunkerque, de la Belgique et de la Hollande et des Ardennes. Installé à Eindhoven il continue ses missions de combat dans le ciel allemand jusqu'à la fin de la guerre. À la fin des combats, le groupe de chasse Alsace compte 41 victoires aériennes confirmées et 27 navires ennemis coulés et a perdu 21 hommes. Le 28 mai 1945, le groupe est décoré de la croix de la Libération. 23 de ses pilotes ont, durant le conflit, obtenu la même distinction à titre personnel.

### Après-guerre
Le 1er octobre 1949, l'escadron de chasse 2/2 Alsace est constitué à partir du groupe de chasse Alsace. Il devient le groupe de chasse III/2 de la 2e escadre de chasse, puis à partir de 1951, l’escadron de chasse 3/2. Escadron de chasse 3/13 entre octobre 1993 et juin 1995, il devient ensuite l'Escadron de chasse 1/30 Alsace jusqu’à sa mise en sommeil le 29 juin 2008, date à laquelle ses traditions sont transmises à l'escadron de chasse 2/30 Normandie-Niémen qui était déjà détenteur des traditions d'une autre unité des forces aériennes françaises libres : le régiment de chasse Normandie-Niémen.

## Commandants
- Septembre 1941 - 25 janvier 1942 : commandant Jean Tulasne
- 25 janvier 1942 - Août 1942 : commandant Joseph Pouliquen
- Août 1942 - 9 janvier 1943 : capitaine James Denis
- 9 janvier 1943 - 27 août 1943 : commandant René Mouchotte
- 30 août 1943 - 1er décembre 1943 : commandant Bernard Dupérier
- 1er décembre 1943 - 24 août 1944 : commandant Christian Martell
- 24 août 1944 - 26 août 1944 : commandant Jacques-Henri Schloesing
- 26 août 1944 : commandant Jacques Andrieux

## Décorations
- Ordre de la Libération
- Croix de guerre 1939-1945